# ローマもの
ローマもの(英語: “Matter of Rome)は、ギリシア神話・ローマ神話および古代ギリシア、古代ローマの歴史を題材とした中世の物語群のこと。主に軍事的英雄であるアレクサンダー大王やユリウス・カエサルに焦点を当てる物が多い。

## 概要
この分類は中世の詩人、ジャン・ボデルによるものであり、ボデルはこの他、物語群を「ブルターニュもの」（アーサー王物語とほぼ同一）、「フランスもの」に分類したことでも知られている。
中世において、「ローマもの」は古フランス語の文学でよく使われた題材であった。そこでは、この物語は「古典的なロマンス」と呼ばれていた。ロマンスという言葉には、「騎士道物語」や「恋愛物語」というニュアンスを含んでいるのだが、そのために中世の作品は時代考証において様々な誤りを犯している。たとえば、武勲詩に登場する騎士たちとかなりの相違が見られるのであるが、アレクサンドロス・ロマンスやトロイア・ロマンス（en:Roman de Troie）に登場するアレキサンダー大王やギリシアの英雄アキレウスは、騎士道を体現する英雄とみなされてしまっていた。また、中世的な文化である、人妻へ献身と愛情を示すという宮廷風恋愛までが作品のなかに投影されてしまっている。「テーバイのロマンス」（en:Romance of Thebes）では原作には存在しないものの、パルテノパイオスとアンティゴネーとの間に恋愛関係をもたらしてしまっている。また、戦争をする物語も多数存在し、馬上槍試合のシーンなども比較的良く見られる。
また、アエネイスを題材とした中世フランスの作品では、元となったウェルギリウスのバーレスクも存在している。感傷的な要素やファンタジーの要素を含むものも数を増している。たとえば、中世において最も有名な古代ローマ時代の作家、オウィディウスのパスティーシュなども見られる。たとえば、クレティアン・ド・トロワの作品と思われる「ピロメーラー」はオウィディウスの『変身物語』に登場するピロメーラーとプロクネーの物語の再話となっている。
同じく時代考証的な誤りを犯している作品として、中英語で書かれた物語詩、『サー・オルフェオ』(en:Sir Orfeo)が挙げられる。これはギリシア神話を元とした作品であるが、もともと音楽家であるオルペウス（オルフェウス）が騎士のオルフェオ卿という名前に変えられており、妖精の王から妻のヒューロディス (原作での名はエウリュディケー) を救出する物語となっている。